# David Theile
Pour les articles homonymes, voir Theile.
David Egmont Theile, né le 17 janvier 1938 à Maryborough, est un nageur australien.

## Biographie
Aux Jeux olympiques d'été de 1956 à Melbourne, David Theile remporte la médaille d'or du 100 mètres dos. En 1960 à Rome, il est à nouveau sacré champion olympique du 100 mètres dos et prend la médaille d'argent du relais 4 × 100 mètres quatre nages.
Il entre à l'International Swimming Hall of Fame en 1968.